# NGC 4976
NGC 4976 ist eine elliptische Galaxie vom Hubble-Typ E4 im Sternbild Zentaur am Südsternhimmel. Sie ist schätzungsweise 57 Millionen Lichtjahre von der Milchstraße entfernt und hat einen Durchmesser von etwa 90.000 Lichtjahren.

Im selben Himmelsareal befindet sich unter anderem die Galaxie NGC 4945.
Das Objekt wurde am 31. März 1835 vom britischen Astronomen John Herschel entdeckt.

## NGC 4976-Gruppe (LGG 330)
| Galaxie   | Alternativname | Entfernung/Mio. Lj |
| --------- | -------------- | ------------------ |
| NGC 4930  | PGC 45562      | 57                 |
| PGC 45380 | NGC 4945A      | 53                 |
| PGC 45001 | ESO 219-22     | 76                 |
| PGC 44992 | ESO 219-21     | 53                 |
| PGC 45373 | ESO 219-27     | 49                 |
| PGC 45977 | ESO 219-39     | 49                 |